# Rue Gerbier
Pour les articles homonymes, voir Gerbier.
La rue Gerbier est une voie du 11e arrondissement de Paris, en France.

## Situation et accès
La rue Gerbier est une voie publique située dans le 11e arrondissement de Paris. Elle débute au 15, rue de la Folie-Regnault et se termine au 168 bis, rue de la Roquette. Elle est située dans le quartier où ont été groupés des noms de juristes.

## Origine du nom
Elle porte le nom de l'avocat Pierre-Jean-Baptiste Gerbier (1725-1788).  

## Historique
Cette voie est ouverte par décret du 11 juillet 1860 pour servir de pourtour de la prison de la Roquette.
Elle reçoit par décret du 2 mars 1864 le nom de « rue Gerbier ».